# (2366) Aaryn
(2366) Aaryn – planetoida z pasa głównego asteroid okrążająca Słońce w ciągu 3,36 lat w średniej odległości 2,24 au. Odkrył ją Norman G. Thomas 10 stycznia 1981 roku w stacji Anderson Mesa należącej do Lowell Observatory. Nazwa planetoidy pochodzi od Aaryna G. Baltutisa – wnuka odkrywcy.